# HMS Guillemot (L89)
Le HMS Guillemot (pennant number L89, à partir de 1940, K89) est un sloop côtier de classe Kingfisher construit pour la Royal Navy, et utilisé pendant la Seconde Guerre mondiale

## Construction
Le Guillemot est commandé par l'Amirauté britannique le 6 avril 1938 pour le chantier naval de William Denny and Brothers de Dumbarton en Ecosse. La pose de la quille est effectuée le 22 août 1938, le Guillemot est lancé le 6 juillet 1939 et mis en service le 28 octobre 1939.
La classe Kingfisher est une tentative de construire un navire de patrouille de moins de 600 tonnes, en raison de l'absence de clauses sur les navires de cette taille dans le traité naval de Londres de 1930. Il est prévu qu'il escorte le transport côtier en temps de guerre. Sa petite taille et son faible rayon d'action qui en résulte (il est basé sur un destroyer à échelle réduite) le rendent impropre au travail en haute mer.
Les navires de classe Kingfisher sont conçus comme des escortes côtières, aptes à remplacer les anciens navires utilisés pour la protection des pêcheries et la formation à la guerre anti-sous-marine en temps de paix, tout en étant adaptés à la production de masse en temps de guerre,.
Le Kingfisher mesure 71,32 m de longueur entre perpendiculaires et 74,12 m en longueur hors-tout, avec un maître-bau de 8,08 m et un tirant d'eau de 2,21 m,. Le déplacement est de 518 t en standard et de 752 t à pleine charge.
Deux chaudières à tubes d'eau Admiralty à 3 tambours alimentent deux turbines à vapeur à engrenages Parsons d'une puissance de 3 600 chevaux (2 700 kW), ce qui donne une vitesse de 20 nœuds (37 km/h). L'armement principal est un seul canon QF 102 mm Mk V sur une monture à faible angle. Cela a été jugé suffisant pour traiter un sous-marin en surface. Huit mitrailleuses Lewis constituent l'armement antiaérien du navire. L'armement anti-sous-marin est relativement lourd à l'époque, avec une capacité de 40 charges de profondeur, lancées par deux lanceurs et deux goulottes, avec un sonar de type 124 monté dans un dôme rétractable,. Le navire possède un équipage de 60 officiers et hommes.
Le manque déplorable d'armement défensif a été résolu au début de la guerre en ajoutant plusieurs mitrailleuses Vickers sur le pont arrière des groupes Kingfisher et Kittiwake, selon les Shearwaters. Au fur et à mesure de leur disponibilité, deux canons Oerlikon de 20 mm ont été ajoutés, sur des supports de piédestal simples à l'arrière du rouf, la mitrailleuse inutile étant remplacée plus tard par une autre paire de ces armes. Le radar magnétron de type 271 a été ajouté sur le toit du pont au fur et à mesure de sa disponibilité, il s'agissait d'un ensemble d'indications cibles capable de détecter le château d'un bateau ou même le périscope ou le schnorkel d'un sous-marin. Un radar d'avertissement aérien de type 286 a été ajouté en tête de mât. Les navires qui avaient le canon Mark V sur le support ouvert HA Mark III avaient un bouclier ajouté pour donner aux équipages des armes à feu une mesure de protection sur le gaillard exposé.

## Histoire
Le Guillemot survit à la guerre et est vendu pour la ferraille le 6 juin 1950.

### Commandement
- Lieutenant Commander (Lt.Cdr.) Henry Maxwell Darell-Brown (RN) du 19 octobre 1939 au 28 janvier 1941
- Lieutenant Commander (Lt.Cdr.) William Spooner Donald (RN) du 28 janvier 1941 au 11 juillet 1941
- Lieutenant (Lt.) Samuel Richard le Hunte Lombard-Hobson (RN) du 11 juillet 1941 au 25 juillet 1942
- Lieutenant (Lt.) Hedley Ian Saxton White (RNR) du 25 juillet 1942 à début 1945
- T/Lieutenant (T/Lt.) Michael Rayner Thwaites (RNVR) de début 1945 à mi-1945